# Беккер, Эрнест
Эрнест Беккер (27 сентября 1924 — 6 марта 1974) — канадо-американский культурный антрополог и психолог. Лауреат Пулитцеровской премии 1974 года.

## Ранняя биография
Эрнест Беккер родился в семье еврейских иммигрантов в сентябре 1924 года в Спрингфилде, штат Массачусетс. Участвовал в военных действиях во время Второй мировой войны, служил в пехоте. После окончания войны поступил в Сиракузский университет в Нью-Йорке. После университета работал в посольстве США в Париже, в начале 1960-х вернулся обратно в Сиракузский университет, где увлекся культурной антропологией и защитил докторскую диссертацию под научным руководством япониста Дугласа Харинга.

## Академическая карьера
Беккер защитил докторскую диссертацию в 1960 году, после чего был приглашён в отделение психиатрии в Медицинский центре Апстейт в Сиракузах, чтобы читать там курс антропологии. Там он познакомился с Томасом Сасом, одним из основателей антипсихиатрии, и с психиатром Роном Лейфером. Годы работы с Сасом и Лейфером были очень продуктивными для всей троицы, в частности, Беккер написал там две работы: «Рождение и смерть смысла (The Birth and Death of Meaning)» и работу «Революция в психиатрии: Новое понимание человека (The Revolution in Psychiatry: The New Understanding of Man)», где попытался положить начало междисциплинарному немедикалистскому подходу к психическим заболеваниям, однако позже, в Сиракузах, его идеи категорически отвергли, что однако, не помешало ему развивать свои взгляды, уже независимо от академической среды США на тот момент.
После защиты диссертации, Беккер пишет книгу «Дзэн: Рациональная критика» (Zen: A Rational Critique) (1961), где исследует механизмы переноса в учении Дзэн, в кампании мыслереформ в Китае и в западной психотерапии.
С 1965 по 1966 Эрнест Беккер преподает в отделении социологии в Калифорнийском университете в Беркли, затем с 1966 по 1967 — в отделении антропологии того же университета. Администрация не стала продлевать контракт еще на год, так как взгляды Беккера, из-за совмещения теологических источников с научными на поле дискурса социальных наук, были восприняты как антинаучные. Его студенты предприняли несколько попыток вернуть Беккеру должность, сначала с помощью петиции, которую подписало более 2000 человек, затем с помощью обращения к частным студенческим фондам, из которых можно было выплачивать зарплату Беккеру. Администрация университета, с целью предотвратить попытки студентов нанимать «своих» преподавателей, разрешила Беккеру остаться лишь консультантом по образованию, что означает, что его курсы не могли быть оплачиваемыми.
В 1968 году Беккера пригласили читать курс по социальный психологии в Государственный Университет Сан-Франциско, однако из-за подавления студенческих волнений с помощью отрядов Национальной Гвардии США, Беккер покидает университет уже из-за разности во взглядах с администрацией.
В 1969 году Эрнест Беккер получил должность профессора в Университете им. Саймона Фрейзера в Ванкувере, где он присоединился к междисциплинарному отделению, которое занималось исследованиями в области социологии, антропологии и политических наук. Здесь он повторно издает «Рождение и Смерть смысла» и пишет две свои последние ключевые работы «Отрицание смерти (The Denial of Death)» и «Побег от Зла (Escape From Evil)». Обе последние работы изданы после смерти автора. За книгу «Отрицание смерти» Беккер был удостоен Пулитцеровской премии 1974 года в категории нехудожественной литературы посмертно.

## Смерть
В 1972 году у Беккера диагностируют рак толстой кишки, через 2 года он умирает. Студенты отмечали, что во время лекций даже не подозревали о его болезни.

## Взгляды
В более ранних работах («Рождение и смерть смысла») Беккер отстаивал идею, что социальные науки обязательно должны учитывать культуру, в которой развивается личность, так как не существует универсального представителя, на основе которого можно было бы построить науку о человеке. Поэтому, по Беккеру, строить нужно не «науку о человеке», а «науку о человеке в обществе», которая будет учитывать культурную картину мира. Культура, в свою очередь, является таким же «буфером» в отрицании смерти, как и религия, так как ценностно-смысловые ее аспекты также позволяют снижать тревожность перед осознанием неизбежной смерти.
Беккер пытался по-своему решить психофизическую проблему, описав человека как «существо смысла», одновременно существующее в естественном и сверхъестественном мире — мире материй и мире знаков и смыслов. Из попыток создать свою «науку о человеке» вытекают его основные идеи, которые касались человеческой мотивации и поведения. Он утверждал, основываясь на трудах датского философа-экзистенциалиста Сёрена Кьеркегора и немецкого психоаналитика, ученика Фрейда, Отто Ранка, что основная и базовая мотивация поведения человека — биологическая потребность в контроле тревоги перед осознанием смертности путем отрицания самого факта смерти. Осознание своей смертности — это основное отличие человека от животного, по Беккеру.
Исходя из этого в «Отрицании смерти» и «Побеге от Зла» Беккер постулировал стремление человека создавать конструкты бессмертия (к примеру, в религии — конструкт бессмертной души), то есть нечто, что может внушить ощущения «продления» жизни, существования. В этой книге Беккер даёт высокую оценку Сёрену Кьеркегору.
Книга Беккера «Отрицание смерти» легла в основу теории управления страхом смерти, сформулированной в 1986 году психологами Шелдоном Соломоном, Томасом Пищински и Джеффом Гринбергом. Исследователи, которые придерживаются данной теории, на момент 2014 года провели более 200 эмпирических исследований, многие из которых подтвердили положения теории Беккера и теории управления страхом смерти.
- Известный режиссёр Вуди Аллен является большим фанатом творчества Беккера и в частности книги «Отрицание смерти», она во многом повлияла на его взгляд на смерть, старение и религию, о чем он говорит в одном из интервью: «Нет страха [смерти] более сильного. Со всеми прочими можно справиться: одиночество, недостаток любви, таланта, денег — эти проблемы можно так или иначе решить. Друзья помогут, врачи спасут. Но смерть не отменить. Я твердо верю тому, что говорит Эрнест Беккер в книге „Отрицание смерти“, — я рекомендовал ее героине Дайан Китон в „Энни Холл“. Это лучшая книга о смерти — там эта мысль додумана до конца»[11]
- В постмодернистском романе ужасов «Дом Листьев» Марка З. Данилевского «Отрицание смерти» Беккера указано в источниках в статье одного из персонажей книги.